# 가리사 대학교
가리사 대학교(영어: Garissa University College)는 케냐 북동부 주 가리사 군 가리사에 위치한 국립 대학교이다. 2011년에 개교하였다.

## 개요
가리사 대학교는 2011년 9월 9일 모이 대학교의 부속 학교로 가리사 사범 대학교(Garissa Teachers Training College)에서 시작했다. 북동부 주에서 최초의 그리고 유일한 국립 고등 교육 기관이며, 학위 수여 기관이다. 교육학부 (School of education), 정보학부 (School of information science), 인문 사회 학부 (School of arts and social sciences) 3개의 학부가 있다.

## 테러
2015년 4월 2일, 총을 든 남자들이 가리사 대학을 습격하여 적어도 147명이 사망하고 79명이 부상당했다.